# Mimosa detinens
El garabato blanco, garabato (no confundir con especies como Senegalia praecox o S. gilliesii), garabato pillpito, keletsekha o tusca blanca, Mimosa detinens,  es una especie de arbusto de hasta dos metros y medio de altura perteneciente a la familia de las fabáceas. Se encuentra en Sudamérica.

## Descripción
Es un arbusto perennifolio que se encuentra a una altitud desde el nivel del mar hasta los 500 metros, en Argentina, Bolivia y Paraguay. Habita buena parte del chaco seco, en las provincias de Catamarca, Chaco, Córdoba, La Rioja, Formosa, Salta, Sgo. del Estero y Tucumán, aunque tiende a ser un elemento poco común excepto en ciertas zonas, por ejemplo el PN El Impenetrable o la parte norte del chaco árido, siendo generalmente una planta indicadora de ambientes perturbados y que conforma matorrales de especies precursoras. Es altamente tolerante a la salinidad, las sequías y el fuego, tiende a aparecer mucho en áreas sobrepastoreadas. Lo más característico de la planta son las espinas, que son aguijones generalmente de color rojizo, y el ramaje verdoso, excepto los troncos, similar al de la brea, con la que también comparte hojas visualmente parecidas. Las inflorescencias son pequeñas y de color blanco, aromáticas, aparecen a finales de invierno y principios de primavera. El fruto es una vaina de color castaño muy claro que contiene unos cinco artejos, su época de mayor abundancia cuando maduros es a mediados y finales de enero. Las semillas son de color castaño claro.
Mas para el sur de su distribución natural se le dan los nombres comunes de garabato blanco y tusca blanca, mientras que para el norte, se le suele decir garabato, garabato pillpito o keletsekha (lengua énxet). Su madera era usada para flechas, según se dice causaba mucho dolor.

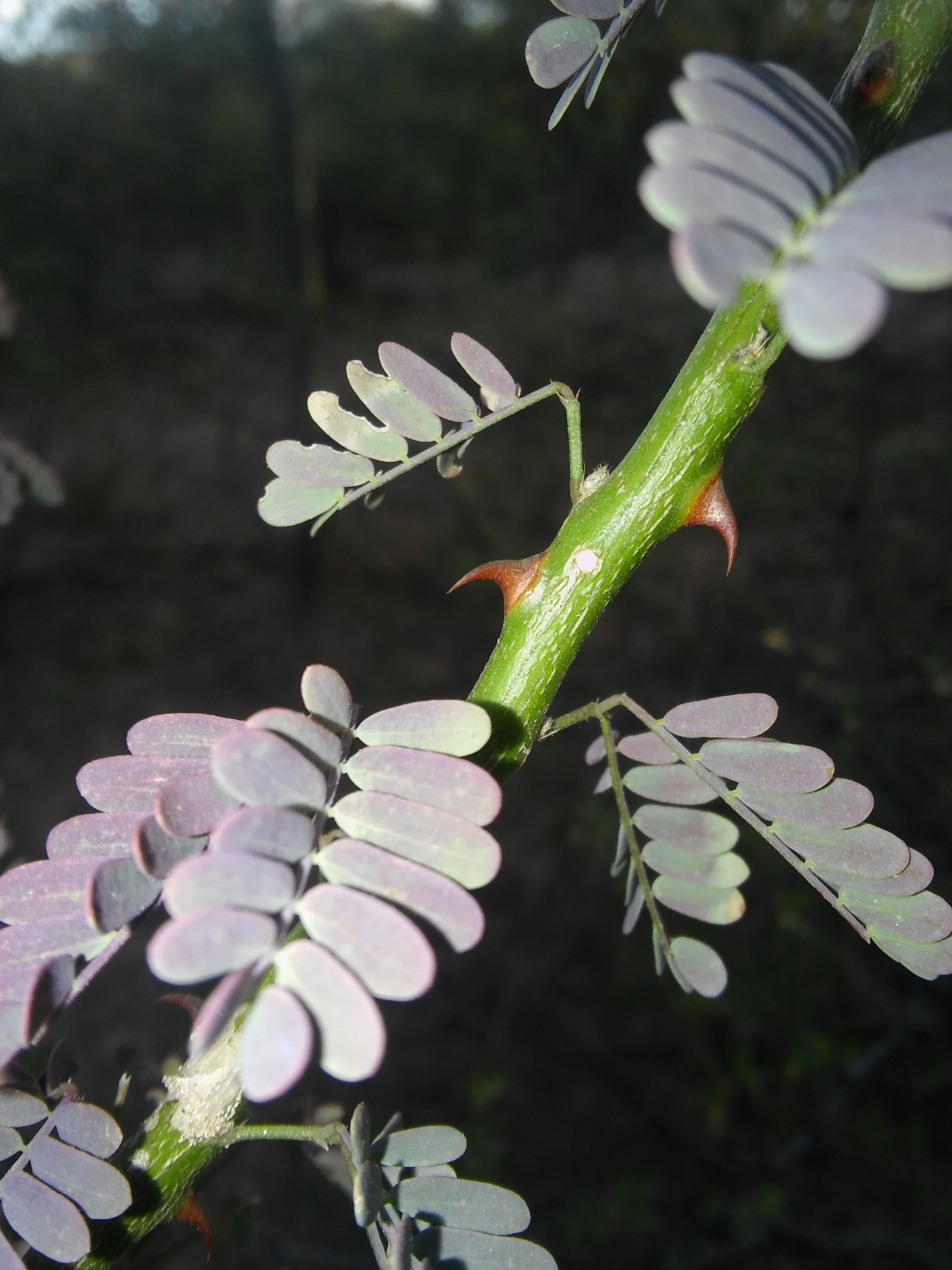
Aguijones de "garabato blanco".

## Taxonomía
Mimosa detinens fue descrita por George Bentham  y publicado en London Journal of Botany 5: 89–90. 1846.
Etimología
Mimosa: nombre genérico derivado del griego μιμος (mimos), que significa "imitador"
detinens: epíteto latino 